# Euploea salpinxoides
Euploea salpinxoides är en fjärilsart som beskrevs av Hans Fruhstorfer 1899. Euploea salpinxoides ingår i släktet Euploea och familjen praktfjärilar. Inga underarter finns listade i Catalogue of Life.